# Wibke Meister
Wibke Meister (* 12. März 1995 in Bergen/Rügen) ist eine deutsche Fußballspielerin. Die Abwehrspielerin ist seit dem 1. Juli 2023 Vertragsspielerin des BSC Young Boys.

## Karriere

### Vereine
Wibke Meister wuchs auf der Insel Rügen auf und wechselte im Jahre 2010 zum 1. FFC Turbine Potsdam. Gleich in ihrer ersten Saison in Potsdam gewann sie mit den B-Juniorinnen die Deutsche Meisterschaft durch einen 3:2-Sieg gegen den VfL Sindelfingen. Zur folgenden Spielzeit rückte Meister in den Kader der zweiten Mannschaft auf und wurde mit dieser Meister der 2. Bundesliga Nord. Zur Saison 2012/13 wurde Wibke Meister in den Kader der ersten Mannschaft übernommen und gab am 2. September 2012 beim 9:1-Sieg beim VfL Sindelfingen ihr Bundesligadebüt. Dabei wurde sie für Antonia Göransson eingewechselt.
Im Sommer 2019 wechselte Meister nach Portugal zu Sporting Lissabon. Für den Verein kam sie in der ersten Saison in elf Punktspielen, in der zweiten Saison in sechs Punktspielen zum Einsatz.
Nach einem Anfang 2021 erlittenen Kreuzbandriss (ihrem insgesamt dritten) wurde ihr dortiger Vertrag Mitte 2021 nicht verlängert. Sie kehrte nach Potsdam zurück und spielte im weiteren Verlauf für die zweite Mannschaft – eigentlich, um wieder Spielpraxis zu erlangen. Nachdem jedoch im Kader der ersten Mannschaft von Turbine ein Engpass entstanden war, weil nach langfristigen Verletzungen anderer Spielerinnen zusätzlich innerhalb sehr kurzer Zeit Nina Ehegötz ihre Fußballkarriere beendete und Selina Cerci sich ebenfalls eine Kreuzbandverletzung zuzog, wurde Meister im März 2022 in Turbine Potsdams erste Mannschaft befördert und auch eingesetzt.

### Nationalmannschaft
Mit der U17-Nationalmannschaft nahm sie an der vom 26. bis 29. Juni 2012 in der Schweiz ausgetragenen Europameisterschaft teil, bestritt alle Turnierspiele und wurde im Finale mit dem 4:3 i. E. gegen die Auswahl Frankreichs Europameister.
Mit der U20-Nationalmannschaft nahm sie auch an der vom 5. bis 24. August 2014 in Kanada ausgetragenen U20-Weltmeisterschaft teil, bestritt drei Turnierspiele und wurde mit dem 1:0-Sieg n. V. im Finale gegen die Auswahl Nigerias Weltmeister.

## Erfolge
- U20-Weltmeister 2014
- U17-Europameister 2012
- Meister der 2. Bundesliga Nord 2012
- Deutscher B-Juniorinnen-Meister 2011